# Tegwen Malik
Pour les articles homonymes, voir Malik.
Tegwen Malik, née le 21 janvier 1975 à Londres, est une joueuse professionnelle de squash représentant le pays de Galles. Elle atteint le 16e rang mondial en janvier 2000, son meilleur classement.

## Biographie
Née à Londres, Tegwen Malik est une joueuse prometteuse qui devient la plus jeune championne du pays de Galles en 1992. Après avoir atteint le 16e rang mondial en janvier 2000, première joueuse galloise à rentrer dans le top 20, un mystérieux virus l'empêche de jouer et même de marcher pendant près de deux ans,.
En 2012, Tegwen Malik et son père Naz Malik sont impliqués dans la controverse sur une escroquerie à la charité allemande AWES par leurs fonctions respectives de directeur des opérations et chef de la direction, impliquant des tentatives d'intimidation et des «irrégularités financières»,

## Palmarès

### Titres
- Championnats du pays de Galles : 5 titres (1992, 1993, 2002, 2004, 2005)[6]